# Mission Shoup
La mission Shoup est un comité d'experts en économie et en fiscalité, dirigé par le professeur Carl Shoup au Japon lors de la reconstruction du Japon après la Seconde Guerre mondiale. Il fut à l'origine d'une réforme totale du système fiscal japonais qui permit au pays de se relever économiquement.

## Contexte

### Un pays dévasté au système fiscal balbutiant
Au lendemain de la Seconde guerre mondiale, 25,4% de la richesse nationale a été détruite par le conflit. L'hyperinflation et le chômage menacent la stabilité du pays.
Les recettes fiscales japonaises ne permettent pas de boucler des exercices à l'équilibre, ce qui fait gonfler la dette publique du Japon. Avant la Seconde guerre mondiale, la politique fiscale japonaise privilégiait les recettes indirectes issue notamment de l’impôt sur l'alcool. Au début de l'occupation, le ministère des Finances introduit un impôt sur le chiffre d’affaires des entreprises, peu populaire, qui provoque un mécontentement de la part des petites et moyennes entreprises. Il est supprimé au bout de 18 mois.

### Un groupe d'expert en fiscalité parallèlement au groupe Dodge
Le Commandement suprême des forces alliées américain, appelé GHQ au Japon, dirige le pays et cherche à réformer son économie afin de la faire repartir sur des bases stables. C'est dans ce contexte que le président Harry S. Truman envoie en 1949 au Japon un homme de confiance, Joseph Dodge, pour mettre sur pieds un plan de réforme économique qui freine l'inflation et favorise les exportations japonaises.
Le 10 mai 1949, parallèlement à l'arrivée de Dodge, le général Douglas MacArthur, qui dirige le GHQ, invite au Japon un groupe d'experts (en anglais, a mission) en économie, fiscalité et finances publiques. Enseignant à l'université Columbia, Carl Shoup dirige ce groupe dont l'objectif est de préparer une réforme de la fiscalité du Japon qui lui permette de relancer son économie sur des bases saines. L'économiste avait déjà analysé en profondeur le système de taxation français, sur lequel il avait écrit sa thèse de doctorat à la suite d'un séjour d'un semestre en France. Il emmène avec lui son élève favori, William Vickrey. MacArthur donne comme consigne à Shoup de ne pas faire du Japon un laboratoire d'idées nouvelles, et de n'appliquer que des recettes connues.
Durant trois mois, la mission Shoup prépare son rapport et tient des réunions régulières avec des hauts fonctionnaires et experts japonais, tels que Shigeto Tsuru et Hanya Ito et Shiomi Saburo, qui les éclairent sur les spécificités culturelles du système fiscal japonais. À la fin de ces trois mois, la mission présente au GHQ un rapport complet qui, dans une première partie, analyse le système fiscal japonais, qualifié de "non mûr" (en anglais, immature), et, dans une seconde, propose une réforme complète. Il s'agissait à l'époque de la réforme fiscale la plus ambitieuse que des Américains aient menée chez eux ou ailleurs.

## Contenu du rapport et conséquences

### Les préconisations
L'innovation la plus importante est la proposition d'un impôt progressif sur le revenu. Ses taux sont réduits, passant de 85% à 55% pour le taux marginal le plus élevé, considérant que le taux de 85% encourageait l'évasion fiscale. Shoup propose d'augmenter le nombre des imposés, non-seulement en incitant la population à payer ses impôts, mais aussi en élargissant les sources de revenus imposés (les revenus du capital et les intérêts, notamment). Il écrit qu'un impôt plus large, payé par plus d'individus, et aux taux plus faibles, augmentera la confiance des citoyens envers la fiscalité, et donc sera une motivation à payer ses impôts.
Shoup se positionne contre les impôts indirects et en faveur de leur réduction, considérant que ceux-ci étaient plus facilement contournés que les impôts directs. Il préconise une réduction sévère des exemptions fiscales et des niches fiscales.
La mission recommande également une restructuration des impôts sur les transferts de propriété. La taxation proposée est telle que plus la propriété est distribuée entre plusieurs personnes, plus le taux payé est faible, encourageant ainsi la répartition de la propriété entre plusieurs individus. 
Shoup est en faveur d'une réduction du taux d'imposition sur les entreprises à 35%, ainsi que de la création d'une taxe sur la valeur ajoutée dont le taux serait décidé au niveau des préfectures du Japon. Il s'agit, dans le rapport de la mission Shoup, d'une des rares entorses à l'accord entre MacArthur et le dirigeant de la mission, selon laquelle les préconisations ne devraient pas être expérimentales, et ne devraient être constituées que de recettes déjà testées par le passé.

### Les conséquences
Les préconisations du rapport sont quasi intégralement incluses dans la réforme fiscale japonaise de 1950, bien que le Premier ministre Shigeru Yoshida ait été réticent à beaucoup de ces innovations. Il refuse de mettre en place la plupart des réformes fiscales au niveau local, et notamment celles au niveau municipal. 
Le nouvel impôt sur le revenu est centralisé par Bureau des impôts au sein du ministère des Finances. Il devient un des bureaux les plus puissants de l'administration japonaise, tant et si bien que, même lors des réformes de 1966 qui suivent une récession importante qui conduit le Japon à émettre des obligations pour la première fois depuis la Seconde Guerre mondiale, il est décidé de conserver l'impôt sur le revenu.
Dès la fin de l'occupation en 1952, le gouvernement de Yoshida abroge la plupart des dispositions avec lesquelles il était en désaccord. Il ne reste ainsi rien des réformes fiscales au niveau local, bien que plusieurs des plus importantes réformes fiscales au niveau national soient conservées. La proposition de création de la TVA est incorporée à la réforme de 1950, mais les lobbies des grandes entreprises réussissent à ajourner sa mise en place réelle. Elle est supprimée de la loi sans jamais avoir été effective en 1954. 
L'importance de l'impôt sur le revenu explique en partie la réticence du Japon à adopter la taxe sur la valeur ajoutée et son faible taux.